# 北北京 (伊利諾伊州)
北北京（英語：North Pekin）是位於美國伊利諾伊州塔茲韋爾縣的一個村落。

## 地理
北北京的座標為40°36′40″N 89°37′28″W / 40.61111°N 89.62444°W，而該地最高點為海拔高度147米（即482英尺）。

## 人口
根據2010年美國人口普查的數據，北北京的面積為3.66平方千米，當中陸地面積為3.57平方千米，而水域面積為0.09平方千米。當地共有人口1573人，而人口密度為每平方千米429人。